# Amelia Villa
María Amelia Chopitea Vila (Colquechaca, Bolívia, 20 de març de 1900 - 26 de gener de 1942) va ser escriptora i la primera metgessa boliviana.

## Biografia
Amelia Chopitea Vila era originària de Colquechaca, Departament de Potosí, nascuda el 1900, filla d'Amelia Vila i Adolfo Chopitea.

## Carrera
El 1926, Vila es va graduar per la Universitat Sant Francesc Xavier de Chuquisacal de Sucre, Bolívia, i després continuaria els seus estudis a París, amb una beca de setembre de 1926 del Congrés Nacional, obtenint així la seva titulació. Va retornar a Bolívia on es va convertir en una prominent cirurgiana, especialitzada en ginecologia i pediatria. Va aconseguir establir el Pavelló Infantil a l'Hospital Oruro. El govern bolivià la va honorar pel seu treball, per la qual cosa va ser inclosa en el llibre Qui és qui a Bolívia? publicat el 1942, el mateix any del seu decés.

## The Dinner Party, de Judy Chicago
Amelia Vila és una de les 999 dones presentades en la instal·lació d'art de Judy Chicago The Dinner Party i està inclosa en el Basament Patrimonial.